# Sven Fiellman
Sven Fiellman, född 11 februari 1747, död 29 september 1806, var en svensk ämbetsman.
Fiellman var expeditionssekreterare, protokollssekreterare och kunglig sekreterare. Han var medlem av Par Bricole och invaldes som ledamot nummer 143 i Kungliga Musikaliska Akademien 1794.